# 加莱拉 (印尼)
加莱拉（Galela）是印度尼西亚北马鲁古省的一个城镇，位于北哈马黑拉县的北部。加莱拉之名实际指城镇所在的区，城镇名称应是索阿西奥（Soasio）。城镇东面沿海，西部有哈马黑拉岛的最大淡水湖杜马-加莱拉湖。2010年统计，加莱拉区（印尼语：Kecamatan Galela）共有7,390人。加马马拉莫机场在杜马-加莱拉湖西北。

## 资料来源
1. ↑  Biro Pusat Statistik, Jakarta, 2011.